# Noordse ijzertijd
De Noordse ijzertijd is de ijzertijd-periode in Scandinavië en de nabijgelegen delen van Noord-Duitsland en Noord-Nederland. Deze volgde op de noordse bronstijd en begon rond 500 v.Chr. met de Jastorfcultuur en de introductie van ijzerbewerkingstechnieken door contact met de Keltische late Hallstatt- en La Tène-culturen, en eindigde met het begin van de historische periode, dat wil zeggen de Merovingische tijd in Noord-Nederland en Noord-Duitsland en de Vikingtijd in Scandinavië (ca. 800 n.Chr.).
De Noordse ijzertijd is de plaats van de Proto-Germaanse cultuur, welke zich later opdeelde in Noord-Germaans in Scandinavië, Oost-Germaans ten oosten van de Oder en West-Germaans in Nederland en Noord-Duitsland.

## Ontwikkelingen
De 6e en 5e eeuw v.Chr. waren een omslagpunt voor de langeafstandhandel op het Europese continent. De toenemende conflicten en oorlogen tussen de Midden-Europese Keltische stammen en de mediterrane culturen verstoorden de oude handelsroutes tussen Scandinavië en de Middellandse Zee, waardoor ze uiteindelijk werden afgebroken. De Noord-Europese culturen moesten zelfvoorzienend worden en veranderden dramatisch. De archeologie getuigt van een snelle en diepe verandering in de manier van leven. De landbouw werd geïntensiveerd, georganiseerd rond grotere nederzettingen en werd arbeidsintensiever. Slaven werden geïntroduceerd, iets wat in de Noordse bronstijd nog ongebruikelijk was.
De toenemende macht, rijkdom en organisatie van de Keltische stammen leidde aanvankelijk niet tot een toename van de handel en culturele contacten tussen Noord- en Midden-Europa. Dit veranderde rond 200-100 v.Chr. Tegen die tijd hadden de Kelten zich georganiseerd in stedelijke gemeenschappen die bekend staan als oppida en de stabielere politieke situatie in Europa zorgde voor een nieuwe economische ontwikkeling en handel.
Brons kon in Noord-Europa niet worden geproduceerd, omdat het benodigde tin plaatselijk niet gevonden werd. Nadat men uit Midden-Europa de techniek van de winning van ijzer uit moerasijzererts geleerd had, kwam de eigen ijzerproductie langzaam op gang, met name in Denemarken. IJzer is een veelzijdig metaal en geschikt voor gereedschappen en wapens, maar pas in de Vikingtijd veroorzaakte ijzer een revolutie in het ploegen. Voorheen liet men het vee vrij weiden op grote bosweiden, maar nu werd het in stallen geplaatst, waarschijnlijk om de mest efficiënter te gebruiken en daarmee de landbouwproductie te verhogen. Hoewel men zou verwachten dat de achteruitgang van de buitenlandse handel de overgang markeerde van een welvarende naar een arme cultuur, groeide de bevolking en werden er nieuwe technieken ontwikkeld. De periode weerspiegelt daarom een cultuurverandering maar niet noodzakelijkerwijs een daling van de levensstandaard.
De Noord-Europese ijzertijd wordt opgedeeld in de volgende periodes:
- Pre-Romeinse ijzertijd (5e eeuw voor tot 1e eeuw na Chr.), in deze periode was er nog geen contact met de Romeinse beschaving, maar wel een grote Keltische invloed
- Romeinse ijzertijd (1e tot 4e eeuw), waarin de invloed van het Romeinse Rijk zich tot in Noord-Europa uitstrekte
- Germaanse ijzertijd (5e tot 8e eeuw), beginnend met de Grote Volksverhuizing en de val van het West-Romeinse Rijk